# بیجند
بیجند یکی از زیباترین و قدیمی‌ترین روستاهای کوهپایه ای استان آذربایجان شرقی است که در دهستان حومه بخش مرکزی شهرستان سرآب واقع شده است.

## نام
واژه بیجند را می‌توان این گونه تحلیل نمود: در ابتدا این واژه نشان دهنده قدمت این روستا است یعنی چیزی در حدود ۲۰۰۰ سال پیش زیرا یک واژه معمولی نیست و متعلق به دورانی است که دین اکثریت مردم ایران باستان زرتشتی بود (البته این موضوع را کتیبه میخی اورارتویی نشتبان سرآب تصدیق می‌کند). اما معنی تحت‌اللفضی آن یعنی زمین مرتفعی که مقدس نیز هست (این موضوع را می‌توان با باورهای محلی مبنی بر حضور یکی از امامان گره زد) معنی دیگری که از بیجند تعبیر می‌گردد تر کیب دو کلمه «بی» و «جُند» است که اشاره به منطقه بدون سپاه دارد که این خود اشاره به قدمت بالای این روستا دارد. 

## امکانات تحصیلی و رفاهی روستا
دارای آب لوله‌کشی (تمام وقت)، برق، گاز شهری، خیابان‌های آسفالت شده، بلوارهای ۲۴ متری، معابر پیاده‌رو، کانال‌های فاضلاب، میدان و بوستان تفریحی و ورزشی است.
دارای ۲ مدرسه ابتدایی (دخترانه، پسرانه)
دارای ۲ مدرسه راهنمایی (دخترانه، پسرانه)
و یک مدرسه دبیرستان (دخترانه) است.
مخابرات، خانه بهداشت، پست بانک، تعمیرگاه خودرو؛ فروشگاه و تعمیرگاه لوازم خانگی
دارای چندین نانوایی (۶ تا به‌صورت فعال)، شیرینی فروشی، سوپرمارکت (۱۴ عدد)، فروشگاه، رستوران، فست فود و… در این روستا خدمت‌رسانی می‌کنند.
خدمات ساختمان سازی و احداث ویلا: مشاور املاک (۴ عدد فعال)؛ مصالح فروشی؛ دفتر مهندسی و نقشه‌کشی؛ دفتر پیمانکاری ساختمان؛ برق کار؛ لوله‌کش و نیروهای متخصص و ماهر ساختمانی فراهم‌اند.

## مراکز مذهبی روستای بیجند
روستای بیجند از زمان‌های قدیم ریشه مذهبی داشته و همگی شیعه ۱۲ امامی بوده‌اند و دارای ۴ مسجد اصلی می‌باشد که بشرح ذیل نام آنها اعلام می‌گردد:
1. مسجد جامع که در مرکز روستا واقع شده است.
2. مسجد ریشه‌دار چهار ده معصوم که تقریباً در بالای روستا واقع شده است.
3. مسجد صاحب الزمان که در واقع در کوچه راسته واقع شده است.
4. مسجد امیرالمومنین واقع در ظلع شرقی روستا واقع شده است.[نیازمند منبع]

## ماه محرم در روستا
ماه محرم در روستا حال هوای خودش را دارد اهالی روستا از همان روز اول به هیئت‌ها و مساجد می‌روند و در آنجا به عزاداری (سینه زنی و زنجیرزنی) می‌پردازند. در این ده روز که از شهرهای تهران، کرج، سرآب، و شهرهای شمالی، شیراز و بعضی از شهرهای دیگر که هموطنان در آنجا مقیم شهرها هستند به روستا می‌آیند و همراه با اهالی روستا به عزاداری می‌پردازنند.
درروز تاسوعا دسته‌ها همه بیرون می‌آیند واز جلوی همه مساجد می گذرنند و بعضی از اهالی هم نذر خود را ادا می‌کنند و با پهن کردن روسری در وسط خیابان و خیرات و نذورات خود را پخش می‌کنند.
در روز عاشورا هم در جلوی مسجد جامع و هم در جلوی مسجد چهارده معصوم مراسم شبیه خوانی برگزار می‌شود. و مردم از روستاهای اطراف و شهرهای اطراف برای دیدن این مراسم در روز عاشورا به روستا می آییند. که این مراسم تا ظهر طول می‌کشد و بعد از اتمام آن در هر دو مسجد نذری به مردم پخش می‌شود.
در شب عاشورا هم همه مردم روستا به مساجد یا هیئت‌ها می‌رونند و در آنجا به مراسم شام غریبان که به سینه زنی و و زنجیر زنی می پردازنند وبعد در آخر هم مداحی و سوگواری می پرازنند، این مراسم تا سوم برگزار می‌شوند.
در ضمن تعزیه خوانی روز اربعین حسینی در روستا، از قدمت بسیار طولانی در منطقه و استان برخوردار است که در جلوی مسجد چهارده معصوم (ع) برگزار شده و میزبان عزیزان و تماشاگرانی از سراسر ایران می‌باشد. این مراسم تاکنون چندین باز از طریق شبکه‌های استانی و کشوری در سطح کشور پخش شده است.

## آب و هوا و جاذبه‌های گردشگری
به جهت قرارگیری در مجاورت رشته کوه‌های بزقوش و سبلان این روستا آب و هوای معتدل کوهستانی (کوهپایه ای) و سردسیری دارد. این آب و هوا در فصل بهار و تابستان بسیار مطلوب و مورد استقبال گردشگران و توریست‌ها قرار می‌گیرد.
از جاذبه‌های گردشگری ان می‌توان به حمام تاریخی، خان حیطی، میدان بزقوش، آبشار بزقوش چشمه‌های زیر زمینی باغات و قنات‌ها مزارع پرورش عسل اشاره کرد.